# あいちの伝統的工芸品及び郷土伝統工芸品
あいちの伝統的工芸品及び郷土伝統工芸品（あいちのでんとうてきこうげいひんおよびきょうどでんとうこうげいひん）は、愛知県が指定する伝統工芸品。その一部は経済産業大臣指定伝統的工芸品にも指定されている。

## 一覧

### 尾張地区
- 赤津焼 - 経済産業大臣指定伝統的工芸品。
- 尾張七宝 - 経済産業大臣指定伝統的工芸品。
- 瀬戸染付焼 - 経済産業大臣指定伝統的工芸品。
- 紋章上絵（一宮市）
- 打敷（愛西市）
- 犬山焼（犬山市）
- 指物（一宮市）
- 曲げ物（清須市）
- 尾張漆器（小牧市）
- 儀典用端折長柄傘（扶桑町）
- 旗、幕、幟（岩倉市）
- 津島祭礼太鼓（津島市）

### 名古屋地区
- 有松・鳴海絞 - 経済産業大臣指定伝統的工芸品。
- 名古屋仏壇 - 経済産業大臣指定伝統的工芸品。
- 名古屋桐箪笥 - 経済産業大臣指定伝統的工芸品。
- 名古屋友禅 - 経済産業大臣指定伝統的工芸品。
- 名古屋黒紋付染 - 経済産業大臣指定伝統的工芸品。
- 尾張仏具 - 経済産業大臣指定伝統的工芸品。
- 木桶（名古屋市）
- つげ櫛（名古屋市）
- 名古屋扇子（名古屋市）
- 名古屋提灯（名古屋市）
- 名古屋節句人形（名古屋市他）
- 戸部の蛙（名古屋市）
- 和凧（名古屋市西区）
- 名古屋和蝋燭（名古屋市）
- 錺工芸品[神仏]（名古屋市）

### 知多地区
- 常滑焼 - 経済産業大臣指定伝統的工芸品。
- 知多木綿（知多市）
- 乙川人形（半田市）

### 西三河地区
- 三河仏壇 - 経済産業大臣指定伝統的工芸品。
- 岡崎石工品 - 経済産業大臣指定伝統的工芸品。
- 三州鬼瓦工芸品 - 経済産業大臣指定伝統的工芸品。
- 草木染（岡崎市）
- 鶴城窯（西尾市）
- 三河の一刀彫（西尾市）
- 木地製品（豊田市）
- 奥三河木地（豊田市）
- 弓矢・釣竿（豊田市）
- やはぎの矢（岡崎市）
- 足助和紙（豊田市）
- 一閑張（豊田市）
- 土人形（碧南市、豊橋市他）
- 三将馬（安城市）
- 吉良の赤馬（西尾市）
- きらら鈴（西尾市）
- 五月武者絵幟（岡崎市）
- ちゃらぼこ太鼓（岡崎市）
- 大門のしめ縄（岡崎市）
- 三州岡崎和蝋燭（岡崎市）
- 三州灯篭（岡崎市）
- 三河花火・三河がん具花火

### 東三河地区
- 豊橋筆 - 経済産業大臣指定伝統的工芸品。
- 三河木綿・三河縞（蒲郡市）
- 藍染（蒲郡市）
- 天神様（豊川市）
- 三河張子（豊川市）
- 小坂井の風車（豊川市）
- 張り子（豊橋市）
- 宮太鼓、締太鼓、平太鼓（豊川市）
- 鳳来寺石硯（新城市）